# Rojo 2, en vivo
Rojo 2, en vivo es el segundo Álbum en directo del Programa Rojo que fue lanzado en 2003 con presentaciones de los participantes de la Segunda Generación del programa de TVN, y que además cuenta con la participación de los cantantes de la primera generación para hacer dúos en algunas canciones.

## Características del disco

### Distribución
La distribución, al igual que el primer disco Rojo, emociones y canciones, se hizo a través de la empresa Alfa S.A., encargada de abastecer los quioscos de todo Chile. De esta forma, el disco llegó a todos los rincones del país y rápidamente se convirtió en todo un éxito de ventas al igual que el primer disco.

### Producción
La producción del disco estuvo a cargo de Televisión Nacional de Chile a través de la productora Musicavision y bajo el sello de Warner Music Group.

## Lista de canciones
| #   | Título                       | Tiempo | Cantante                                       | Compositor                   |
| --- | ---------------------------- | ------ | ---------------------------------------------- | ---------------------------- |
| 1.  | Sol, arena y mar             | 2:09   | Miguel Garcés María Jimena Pereyra             | Luis Miguel                  |
| 2.  | Como te va mi amor           | 1:33   | Bárbara Intriago                               | Hernaldo Zúñiga              |
| 3.  | Si tu me miras               | 2:15   | Fernando Salazar                               | Alejandro Sanz               |
| 4.  | Penélope                     | 1:11   | Yonathan Moris                                 | Joan Manuel Serrat           |
| 5.  | Mañana                       | 1:19   | Miguel Garcés Leandro Martínez                 | Daniel Guerrero Espinoza     |
| 6.  | Si tu me amaras              | 1:31   | Mario Guerrero                                 | Rudy Pérez                   |
| 7.  | Un año de amor               | 1:35   | Natalia Fairlie                                | Mogol – Testa - Ferrer       |
| 8.  | Contigo aprendí              | 1:55   | Nicolás Álamos                                 | Armando Manzanero            |
| 9.  | Falling                      | 1:28   | Katherine Orellana Carolina Soto Daniel Donoso | Alicia Keys                  |
| 10. | Corazón prohibido            | 1:20   | Catalina Barrios                               | Gloria Estefan               |
| 11. | Tengo todo excepto a ti      | 2:07   | Mario Guerrero Daniela Castillo                | Juan Carlos Calderón         |
| 12. | En el último lugar del mundo | 1:08   | Manuel Chandía                                 | Ricardo Montaner             |
| 13. | No hace falta                | 2:11   | Miguel Garcés María Jimena Pereyra             | Alejandro Lerner             |
| 14. | No te olvidaré               | 1:21   | Aylyne Vicencio                                | Gloria Estefan               |
| 15. | Canto da cuidade             | 1:30   | Natalia Fairlie                                | Daniela Mercury              |
| 16. | Historia de un amor          | 1:45   | Catalina Barrios Nicolás Álamos                | Carlos Almarán               |
| 17. | Cuando un hombre se enamora  | 1:08   | Roberto Olea                                   | C. Lewis – A. Wright         |
| 18. | Te quiero                    | 2:06   | Isber Rendiles Leandro Martínez                | Juan Antonio Labra           |
| 19. | Te regalo yo mis ojos        | 1:27   | Carolina Urbina                                | Gabriella Ferri              |
| 20. | Imagíname sin ti             | 1:16   | Edmundo Grimminck                              | Rudy Pérez – Mark Portman    |
| 21. | La media vuelta              | 1:06   | Monserrat Bustamante                           | José Alfredo Jiménez         |
| 22. | Fuego contra fuego           | 1:20   | Óscar Gómez                                    | Mariano Pérez – Carlos Gómez |

### Bonus Track
| #   | Título                | Tiempo | Cantante                                          | Compositor                             |
| --- | --------------------- | ------ | ------------------------------------------------- | -------------------------------------- |
| 23. | Hijo de la luna       | 1:45   | Monserrat Bustamante                              | José María Cano                        |
| 24. | Todos juntos          | 3:37   | Artistas de Rojo                                  | Los Jaivas                             |
| 25. | Easy                  | 1:24   | Álvaro Escobar Katherine Orellana                 | Lionel Richie                          |
| 26. | Esa chica es mía      | 1:04   | Luis Reyes                                        | A. Soler – J.Llobell – Luis G. Escolar |
| 27. | Entra en mi vida      | 1:15   | María Jimena Pereyra Luis Reyes                   | L. García – N. Schajris                |
| 28. | Ella                  | 1:37   | Artistas de Rojo con Seo2 y Francisco J. Martínez | J. A. Jiménez                          |
| 29. | Rojo, fama/contrafama | 1:19   | --                                                | Óscar Véliz                            |